# CSS Shenandoah
Pour les articles homonymes, voir Shenandoah.
Le CSS Shenandoah, anciennement Sea King, est un voilier trois-mâts en bois de teck sur armature de fer, de 69 mètres de long, 9,6 mètres de large, 6 mètres de tirant d'eau, jaugeant 1 160 tonneaux, et doté d'une machine à vapeur auxiliaire. Construit en Grande-Bretagne, il est acheté en 1864 par le gouvernement des États confédérés d'Amérique, alors engagé dans la guerre de Sécession, et armé en vaisseau de guerre.
Conçu comme une machine de guerre économique sur mer, il arraisonne et détruit tous les bateaux de l'Union qu'il rencontre lors de son large périple, du Cap de Bonne-Espérance au cercle Arctique. Après la défaite sudiste, il fait le tour du monde par les latitudes extrêmes pour se livrer aux Britanniques, en vue de Liverpool. Il est à noter que le Shenandoah tire le dernier coup de canon de la guerre de Sécession, aux îles Aléoutiennes.
Son capitaine est James Iredell Waddell. Né en Caroline du Nord en 1824, Waddel est lieutenant lorsqu'il quitte l'US Navy en 1862 et opte pour la Confédération, sous le drapeau de laquelle il sert comme officier-artilleur de batterie côtière, puis comme officier du cuirassé CSS Mississippi. Quand les troupes nordistes envahissent La Nouvelle-Orléans, le Mississippi, qui n'est pas encore terminé, se saborde et est incendié. En 1863, Waddel est envoyé en Europe, comme agent au service de la Confédération. Il a alors quarante ans, dont vingt années de service, et est promu au grade de premier lieutenant en 1864.

## La mission

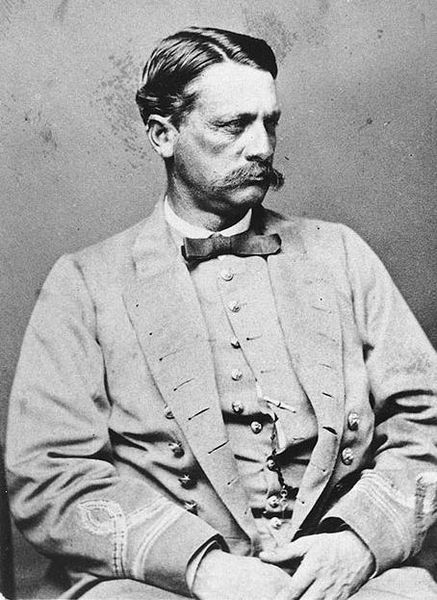
Le capitaine James Iredell Waddel, alors âgé d'environ quarante ans, avant son tour du monde.

Construit sur la Clyde en Écosse, le Sea King, destiné originellement à transporter des troupes britanniques vers l'Asie, est lancé en août 1863. Le gouvernement confédérés l'achète en 1864 pour en faire un croiseur.
Le 8 octobre 1864, le vaisseau quitte Londres, officiellement pour un voyage commercial à destination de Bombay. En réalité, il a rendez-vous avec le vapeur confédéré Laurel à Funchal, Madère.
Un groupe d'officiers et de marins (qui devait former le noyau de son futur équipage) monte à bord, et on embarque des armes lourdes, des munitions et des provisions. Le commandant, le lieutenant James Iredell Waddell, et son second William Conway Whittle supervisent la transformation du trois-mâts en navire de guerre, ce qui est chose faite dans les eaux internationales voisines de Funchal : le Sea King devint un croiseur, armé de 4 canons à âme lisse, calibre 8 pouces (203 mm), 2 obusiers (à âme rayée) de 32 livres (15 kg) et 2 obusiers de 12 livres (5 kg). Le gros problème est la constitution de l'équipage : même en comptant les volontaires venant du Sea King et du Laurel, Waddel ne dispose que d'une cinquantaine d'hommes, la moitié de l'équipage nécessaire.
Le nouveau croiseur confédéré, rebaptisé Shenandoah, reçoit sa patente le 19 octobre 1864 et fait voile vers l'Australie par le Cap de Bonne-Espérance.
Il a pour mission « de rechercher et détruire totalement » tous les intérêts de l'Union dans des zones où ils ne sont habituellement pas menacés : aussi devait-il croiser sur la route des caps du Sud, à la chasse aux navires de commerce — ainsi que sur les territoires de chasse des phoquiers et des baleiniers nord-américains.
Les importations de blé et de coton d'Australie sont en effet indispensables à l'Amérique du Nord en plein effort de guerre ; quant à l'huile de baleine et de phoque, elle sert à cette époque non seulement de combustible et de matière première à l'industrie chimique, en particulier à l'industrie d'armement (nitro-glycérine), mais est aussi intégrée dans l'alimentation des troupes en campagne (margarine). Couper les approvisionnements de l'ennemi et par conséquent contribuer à affaiblir sa puissance industrielle, telle est donc la mission du Shenandoah.
Le Shenandoah capture 6 navires de commerce avant d'arriver au cap de Bonne-Espérance, dont cinq sont coulés ou incendiés, et le dernier reçoit tous les prisonniers et les emmène à Salvador de Bahia, au Brésil.

## L'océan Indien, Melbourne, et le Pacifique

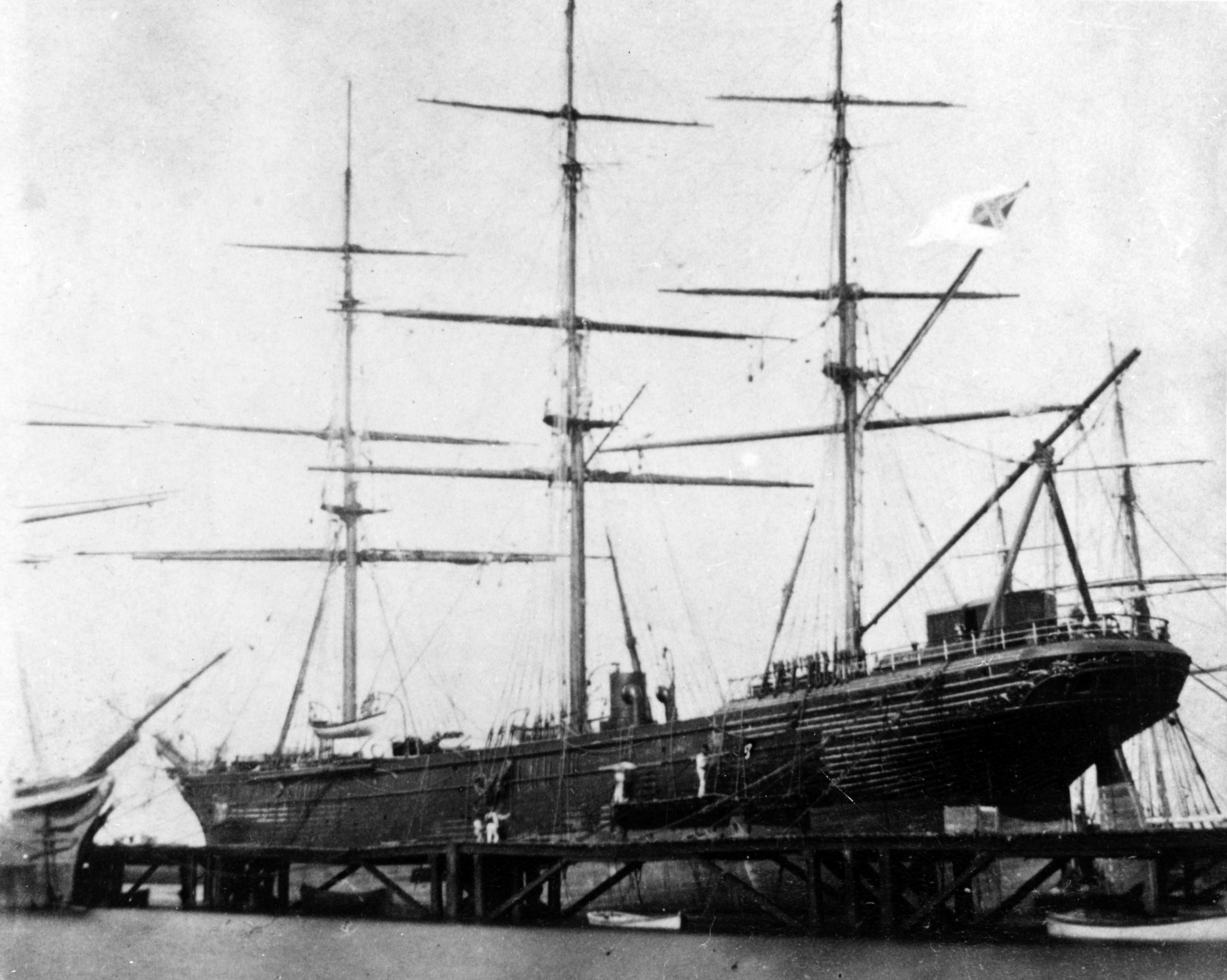
Le trois mâts confédéré Shenandoah en cale sèche à Williamstown, état de Victoria, Australie, en 1865. La photo montre clairement l'élégance des œuvres-vives et les lignes de radoub qui suivent les interstices entre les bordés de teck. Noter le drapeau confédéré qui flotte à la corne de brigantine.

Le 25 janvier 1865, le Shenandoah arrive à Melbourne, dans l'état de Victoria, en Australie, et y fait relâche. Il carène (la coque avait souffert quelques dégâts lors des arraisonnements des bateaux yankees) et embarque des provisions et des renforts . Malgré les protestations du Consul américain, qui demande en vain au gouverneur que les « pirates rebelles » soient arrêtés et emprisonnés, les Britanniques facilitent en tout le séjour du Shenandoah : des bals et des réceptions ont même lieu en l'honneur des confédérés.
Cependant un problème reste apparemment insoluble : l'équipage du Shenandoah, bien qu'étoffé par les prisonniers qui s'étaient volontairement enrôlés, est fort insuffisant, d'autant que dix-neuf matelots ont déserté à leur arrivée à Melbourne (certains allèrent se déclarer au Consulat des États-Unis).
Le Shenandoah quitte donc Melbourne le 18 février 1865 sous les manifestations de sympathie de la communauté britannique. Et à peine est-il sorti des eaux territoriales australiennes qu'on découvre à bord une quarantaine de stowaways (« passagers clandestins »), parmi lesquels le capitaine d'un vapeur de commerce anglais. Waddel fait alors signer leur engagement aux quarante nouvelles recrues, et fait du capitaine anglais son clerk (préposé aux écritures).
Le Shenandoah ne prend qu'un seul navire nordiste dans l'océan Indien. En revanche, sur le terrain de chasse habituel des baleiniers nord-américains, les îles Carolines, le croiseur confédéré arraisonne quatre baleiniers, qu'il brûle.

## Le Pacifique Nord

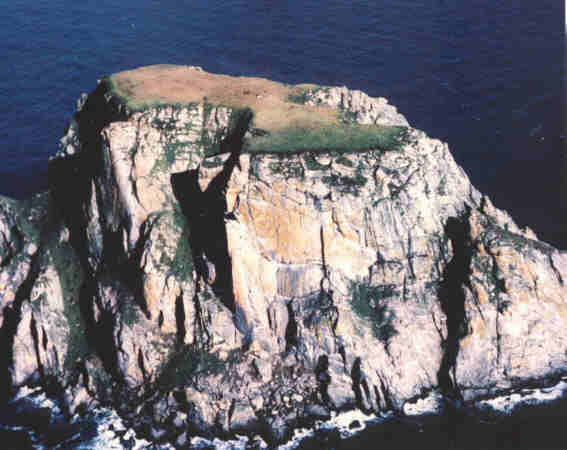
Fairway Rock, se trouvant à quinze kilomètres au sud-est des îles Diomède, voit en juin 1865 le Shenandoah pourchasser avec acharnement la flotte baleinière nordiste.

Ayant écumé les eaux équatoriales de la Micronésie, le Shenandoah remonte dans le Pacifique jusqu'au 50e parallèle nord afin de croiser autour des îles Kouriles, au nord du Japon. Mais en trois semaines de croisière en mer d'Okhotsk, le Shenandoah ne fait pas une seule prise : les phoquiers et baleiniers nord-américains avaient en effet été prévenus de son arrivée.
Le croiseur confédéré, dont l'équipage avait cependant acquis en mer d'Okhostk l'expérience de la navigation par faible visibilité, conditions de mer rapidement changeantes, et à proximité des icebergs et growlers, fait alors route, par-delà les îles Aléoutiennes, vers la mer de Béring et l'océan Arctique. Le 19 juin 1865, le Shenandoah coupe le cercle Arctique à 23° 28' au sud du pôle Nord, et le 22 juin découvre ses premières proies : les baleiniers yankees étaient là, en pleine action de pêche.
Le 27 juin 1865, il capture le Susan Abigail, dont le skipper montre au capitaine Waddel un journal de San Francisco vieux de 10 semaines : il y est décrit la reddition du général Robert Lee à Appomattox du 9 avril 1865 et la fuite du gouvernement confédéré, qui avait quitté la capitale confédérée, Richmond, en Virginie. Mais le même journal publie une déclaration du président de la Confédération, Jefferson Davis, qui assure que « la guerre allait reprendre avec encore plus de vigueur ».
Waddel, qui connaissait la valeur toute relative des informations rapportées par les journaux de l'époque, reprend sa chasse autour du cercle Arctique. Il y découvre enfin la flottille nord-américaine et il s'abat sur elle. Il coule 21 navires, dont 11 en 7 heures,.

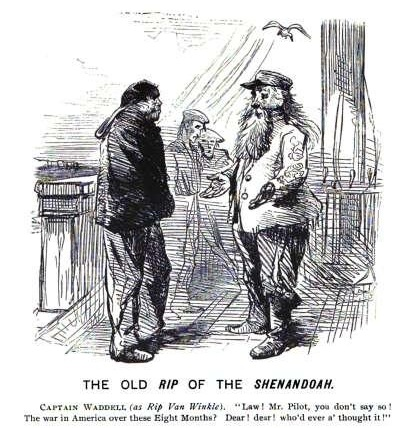
Caricature du vieux Rip Van Winkle du Shenandoah. Waddell, en uniforme dépenaillé, hâve, barbe et cheveux longs, dit avec surprise (et l'accent sudiste) à un asiatique monté à son bord : Lawd (Bon Dieu!), Mr le Pilote, est-ce possible ? La guerre est finie depuis 8 mois ? Mais qui aurait pu prévoir ça ?...

C'est seulement le 2 août 1865 que le Shenandoah rencontre la barque britannique Barracouta et apprend d'elle la défaite totale de la Confédération : les généraux Johnston, Smith et Magruder se sont rendus, et le président Jefferson Davis s'est livré, le 10 mai 1865, avec une grande partie de son gouvernement. Waddel note dans son journal de bord : « 2 août 1865 : jour le plus sombre de ma vie... ».
Ironie du sort, la barque anglaise Barracouta arrivait de San Francisco, port que justement Waddel se disposait à attaquer, car il le pensait faiblement défendu.

## Reddition du CSSShenandoah

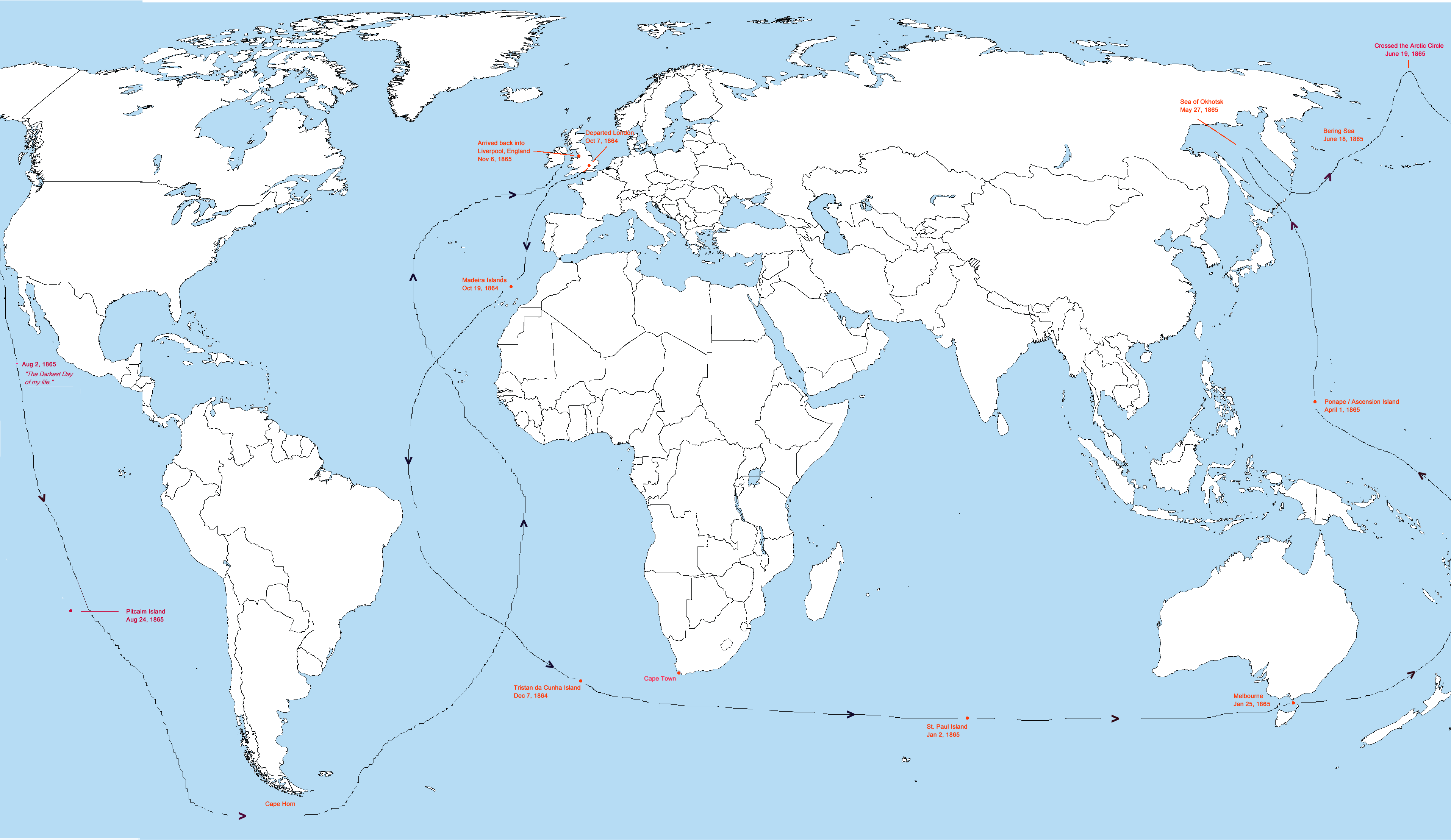
Le tour du monde du Shenandoah. Son trajet dans le Pacifique Nord évoque celui de La Pérouse.

Waddel et son équipage savent que s'ils se rendent aux nordistes dans un port américain, ils seraient aussitôt condamnés à la pendaison comme pirates.
Aussi décident-ils d'aller se livrer à la Royal Navy, dans les eaux territoriales britanniques. Ils commencent par maquiller le Shenandoah en navire de commerce : les batteries sont démontées, les canons stockés en cale, la coque reçoit une peinture de type civil. Puis la longue route vers l'Europe commence : le Shenandoah traverse tout le Pacifique, du nord au sud, en restant au large des côtes, passe le cap Horn d'ouest en est, remonte l'océan Atlantique du sud au nord, et arrive en vue de Liverpool. Là, après avoir parcouru 9 000 milles marins (14 500 km) en trois mois, sans escale, il se livre le 6 novembre 1865 à un vaisseau de la Royal Navy, le HMS Donegal, un garde-côte de 73 mètres de long, commandé par le capitaine R. N. Paynter.
Le livre de bord du Shenandoah porte comme mention à la date du 6 novembre 1865 : « Arrivé dans (l'estuaire de) la Mersey, en vue de Liverpool ».
Et à la date du 7 novembre 1865 : « Livré le Shenandoah à la Grande-Bretagne, par lettre adressée à Lord John Russell, premier ministre du Royaume de Grande-Bretagne et d'Irlande. Signé James I. Waddell » ».
La Grande-Bretagne rend le Shenandoah au gouvernement des États-Unis.
En 1866, les États-Unis vendent le Shenandoah au sultan de Zanzibar, El Madjid ben Saïd, qui le rebaptise El Madjidi. Le trois-mâts fut jeté à la côte lors d'un ouragan, le 15 avril 1872.
Waddell, bien que le président Andrew Johnson ait proclamé le 20 août 1866 que désormais devaient régner « la paix, l'ordre et la tranquillité générales, même au Texas », ne rentre aux États-Unis qu'en 1875.
James I. Waddel est par la suite capitaine du navire de commerce City of San-Francisco, puis garde-côte affecté au service de la oyster regulation (réglementation des huîtres), dans le Maryland. Il meurt en 1886 à Annapolis, dans le Maryland.

## Conclusion

Le Confederate Navy Jack qui fit le tour du monde au mât du Shenandoah.

### Sur le plan maritime
Le Shenandoah est resté en mer pendant 12 mois et 17 jours, et a parcouru 44 000 milles nautiques sous le pavillon confédéré, faisant ainsi faire le tour du monde pour la première fois au Stars and Bars. On ne compte aucun mort ou blessé parmi l'équipage .

### Sur le plan économique
En deux ans, 38 bateaux nord-américains, pour la plupart des baleiniers, sont détruits par le Shenandoah. Comparativement, le CSS Alabama en a détruit 65 pendant le même laps de temps. Mais l'action de courte durée du Shenandoah affecte tout de même de façon importante l'industrie et le commerce de l'ennemi. Les dégâts subis par la flotte commerciale nordiste sont évalués à 1 400 000 $ en 1865 (soit environ 16 millions de dollars actuels).
Lors d'une action en justice (dénommée collectivement réclamations de l'Alabama), le gouvernement des États-Unis poursuivit la Grande-Bretagne pour l'aide en sous-main qu'elle a apportée, ainsi que l'Australie, aux confédérés, malgré le British Neutrality Act. D'importants dommages-intérêts sont accordés aux États-Unis par une cour d'arbitrage internationale réunie à l'hôtel de ville de Genève. Les États-Unis, qui avaient demandé, au choix, deux milliards de US$ ou la cession du Canada reçurent 15,5 millions de US$, qui leur sont payés en 1872.